# Rohrbach (Hunsrück)

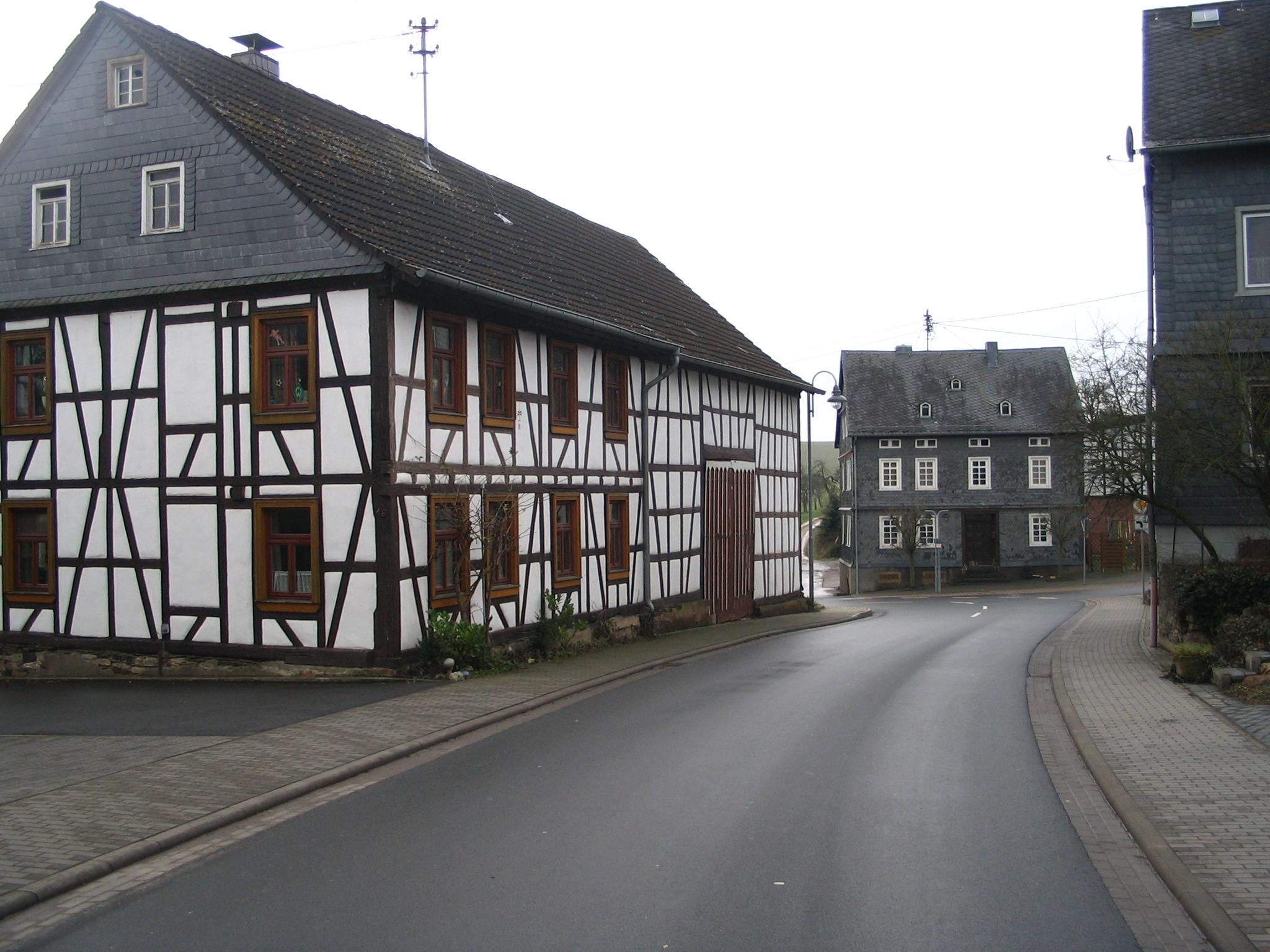
Hauptstraße. In dem Haus in der Bildmitte, Hausname „Sooste“, entstanden Innenaufnahmen zu Schinderhannes und von Haus Simon im ersten Teil der Heimat-Trilogie

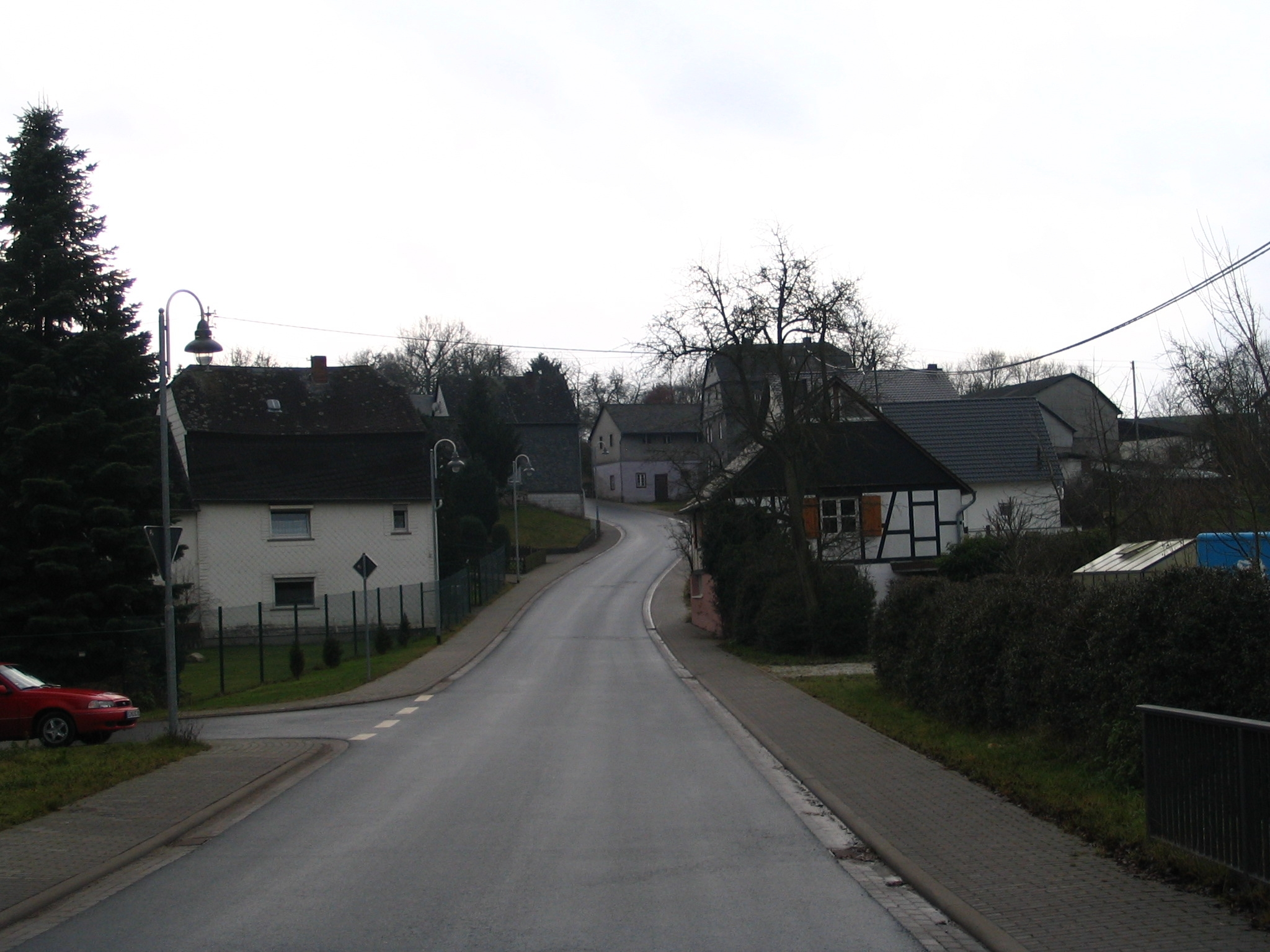
Hauptstraße. Blick gen Süden in den ehemals vordersponheimischen Teil Rohrbachs

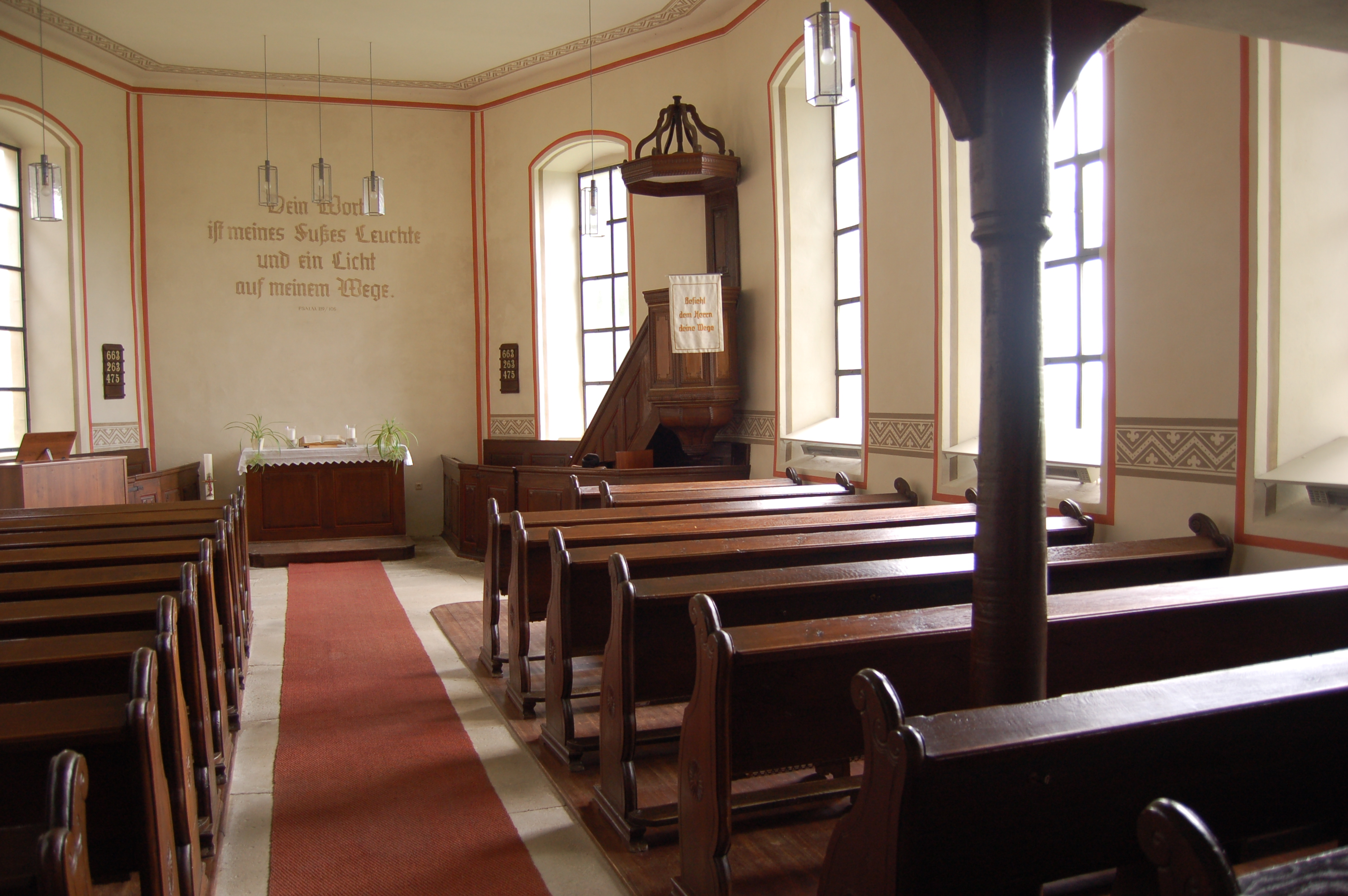
Innenansicht der Kirche mit der 1701 geschaffenen Kanzel

Rohrbach ist eine Ortsgemeinde im Rhein-Hunsrück-Kreis in Rheinland-Pfalz. Sie gehört der Verbandsgemeinde Kirchberg (Hunsrück) an. Der Name leitet sich vom Röhricht her, das den Lauf des Rohrbaches früher säumte.

## Lage und Größe
Rohrbach liegt am Lützelsoon, einem Teil des Hunsrücks. Derzeit leben dort rund 170 Menschen. Die Gemarkung misst 3,76 km², wovon 86 Hektar bewaldet sind, sie steigt bis 387 Meter an.

## Geschichte
Vermutlich wurde Rohrbach zu Beginn des 11. Jahrhunderts gegründet. Die erste urkundliche Erwähnung datiert vom 27. September 1304 in den Regesten des Archivs der Grafen von Sponheim. Es heißt im Bericht einer Sitzung in Dill:

„Walram Graf von Zweibrücken und Ruprecht Graf von Virneburg entscheiden als gewählte Schiedsrichter zwischen Johann Rat der Ritter Heinrich Herrn von Sponheim, Johann von Braunshorn, in folgendem Streitpunkt: wegen des Bannweins (Gebot der Meidung von Wein) zu Rohrbach, Wannenweiler und Dickenschied sollen der Truchseß Gottfried von Enkirch und Konrad von Maitzborn eine Anhörung der Untertanen und Amtsleute abhalten.
Es siegeln: Simon und Johann Grafen von Sponheim, Ulrich Herr von Hanau und Ludwig Graf von Rieneck.“

Zwei weitere urkundliche Erwähnungen finden sich aus dem Jahr 1317, als Graf Emich von Sponheim, Archidiakon der Lütticher Diözese und Titularpfarrer zu Kirchberg, in zehn Dörfern zum Unterhalt der Kapläne Pfründen stiftete, sowie 1340, als Johann von Dhaun dem Ritter von Sötern ein wildgräfliches Mannlehen, das sogenannte Torsengut (kreis- bis ellipsenförmige Fläche) von Rohrbach, übertrug.
Rohrbach dürfte seit seiner Gründung zur Grafschaft Sponheim gehört haben. Nachdem die Familie 1437 ausstarb, kam der Ort an die Grafen von Veldenz und die Markgrafen von Baden. Das veldenzische Erbe geriet durch Heirat an die Pfalzgrafen von Simmern-Zweibrücken. Um 1600 gehörte der südliche Teil Rohrbachs mit sechs „Hintersassen“ zur Vorderen Grafschaft Sponheim in das Amt Dill, das nördliche Rohrbach zum badischen Oberamt Kirchberg; Grenze war der Rohrbach. Bis 1707 verwalteten die Pfalzgrafen und die Markgrafen die Grafschaft gemeinsam. Dann wurden die Badener alleinige Besitzer des Oberamtes Kirchberg und damit auch die Landesherren von Rohrbach. Im Oktober 1794 fiel der Ort mit den gesamten linksrheinischen deutschen Territorien an Frankreich. Von nun an lag die Verwaltung für Rohrbach nicht mehr bei der Verwaltung in Kirchberg, sondern bei der Mairie Gemünden. Nach der napoleonischen Zeit wurde der Ort 1815 Preußen und 1822 dessen Rheinprovinz zugeordnet.
Nach dem Ersten Weltkrieg zeitweise wieder französisch besetzt, ist der Ort seit 1946 Teil des damals neu gebildeten Landes Rheinland-Pfalz. Als 1971 im Zuge der Verwaltungsreform verschiedene ehemalige Ämter zusammengelegt wurden, wurde Rohrbach mit dem Amt Gemünden der Verbandsgemeinde Kirchberg zugeordnet.
Den stärksten Bevölkerungszuwachs erlebte Rohrbach an der Wende zum 19. Jahrhundert. So lebten 1781 59 Rohrbacher in 12 Familien, 1798 waren es 20 Familien mit 99 Bewohnern, und 1840 wohnten 207 Menschen im Dorf.

## Politik

### Bürgermeister
Ortsbürgermeisterin von Rohrbach ist seit 2019 Jutta Heck-Bähren.
Ihr Vorgänger war Michael Wies.

### Wappen
| Wappen von Rohrbach | Blasonierung: „Gespalten, rechts in Gold ein roter Schrägbalken, links in Blau ein schräglinker silberner Wellenbalken, daraus wachsend zwei goldene Rohrkolben mit Blättern.“ |
| Wappen von Rohrbach | Wappenbegründung: Im Jahr 2008 erhielt der Kommunalheraldiker Jörg Mantzsch von der Verbandsgemeindeverwaltung den Auftrag, die zu unterschiedlichen Zeiten von verschiedenen Autoren gestalteten Wappen der verbandsangehörigen Gemeinden in ein einheitliches Design zu bringen, das den Anforderungen eines Wappens im Sinne eines Hoheitszeichen gerecht wird. Es sollten somit vorrangig die Farben, die Schildform und -proportion einander angepasst und dann die in der Blasonierung benannten Symbole – wo das nötig war – entsprechend der heraldischen Terminologie und den Gepflogenheiten der Wappenkunst korrigiert werden. Kriterium war, die Identität des Wappens vollends beizubehalten. Der Auftrag für das Rohrbacher Wappen wurde im Januar 2009 folgendermaßen realisiert: Der rechte Teil des Schildes erinnert an die ehemaligen Zugehörigkeit zur Markgrafschaft Baden, der linke Schildteil deutet redend den Ortsnamen. |

## Wirtschaft
Die meisten Einwohner lebten früher von der Landwirtschaft oder verdienten sich ihren Lebensunterhalt im Schieferbergwerk. Es gab mehrere Handwerksbetriebe: Schlosser, Schmied, Schuster und Wagner, außerdem einen Schaf- und einen Schweinehirt. Es mussten aber immer wieder Kinder abwandern, um an Saar und Ruhr Arbeit zu finden.
Es gibt gegenwärtig (2014) vier Vollerwerbslandwirte und einen Nebenerwerbsbetrieb; 1966 existierten noch zehn Bauernbetriebe im Haupt- und mehrere im Nebenerwerb. Hinzu kommen eine Holzwerkstatt und eine Fußpflegerin. Die Mehrheit der Bevölkerung arbeitet hingegen auswärts, meist im näheren Umkreis.
In Rohrbach bestanden frühere mehrere „Backese“, in welchen die Familien ihr Brot buken. Einer wird heute noch zuweilen als Backhaus genutzt; im Übrigen dient er wie in den Nachbardörfern als Versammlungsraum, wo etwa Musikverein und Kirchenchor proben oder sich die Dorfjugend trifft.

## Religion
Die 119 evangelischen Rohrbacher gehören zur Evangelischen Kirchengemeinde Dickenschied im Kirchenkreis Simmern-Trarbach. Bis Ende 2011 war Rohrbach eine selbständige Kirchengemeinde, die seit der Reformation im Jahre 1557 bis ins Jahr 1766 hinein und wiederum seit 1963 mit der evangelischen Kirchengemeinde Dickenschied pfarramtlich verbundenen war; d. h., sie war eine selbständige Kirchengemeinde, der Dickenschieder Pfarrer war aber auch für Rohrbach zuständig.
Die 1791 errichtete Kirche gehört der evangelischen Kirchengemeinde. Den Katholiken, die rund ein Fünftel der Bevölkerung ausmachen, steht das Recht zu, dort Messen zu feiern, was sie insbesondere anlässlich von Trauerfeiern und Trauungen nutzen.
Das Kirchengebäude misst 12,85 m × 7,55 m. Die Inneneinrichtung – Bänke, Empore, Altar – stammt noch aus den Baujahren. Lediglich die Kanzel wurde bereits 1701 im nahen Mengerschied geschaffen. Dem reformierten Bekenntnis gemäß befindet sich gegenüber von Gemeinde und Kanzel in der Apsis das Presbytergestühl. Taufschale und Abendmahlskelche stammen etwa aus dem Jahr 1800. Zwei Bronzeglocken mussten im Ersten Weltkrieg hergegeben werden; heute befinden sich im Dachreiter zwei 1923 gegossene Stahlglocken, die im Jahr 2002 eine Bronzeinneneinfassung erhielten.

## Kultur
Im Dorf bestehen mit Frauenhilfe, Musikverein, Landfrauen und der Freiwilligen Feuerwehr vier Vereine, die sich mannigfach ins Dorfleben einbringen. 1958 wurde in Rohrbach der Film Schinderhannes, in dem u. a. Curd Jürgens, Maria Schell, Siegfried Lowitz und viele Rohrbacher mitspielten, unter der Regie von Helmut Käutner gedreht. In den Jahren 1981/1982 entstanden die Innenaufnahmen von Haus Simon im ersten Teil der Heimat-Trilogie in Rohrbach. Der Drehort, das Haus „Sooste“, war auch schon im Schinderhannes ausgewählt worden.